# Старі медіа

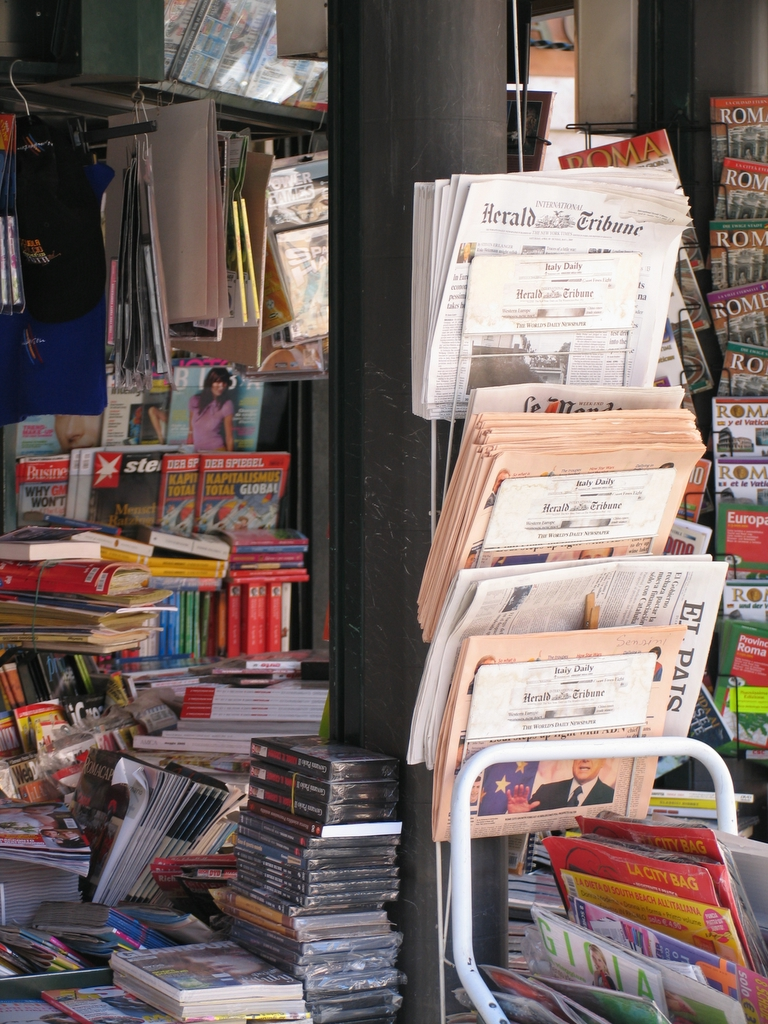
Газетний кіоск у Римі (2005 р.)

Старі медіа — це засоби масової інформації, які домінували в медіа-просторі до початку інформаційної ери. Прикладами старих медіа є друковані газети та журнали, телевізійні програми, радіопередачі тощо.

## Історія терміна
Термін вперше використаний в 1964 році Маршаллом Маклуеном у праці «Розуміння медіа: Зовнішні розширення людини», де старі медіа розглядаються в контексті глобалізації та розвитку зовнішніх «розширень» людини. Маклуен зазирнув у майбутнє і передбачив розвиток медіа-простору ще до практичного поділу засобів масової інформації на «старі» і «нові», яке відбулося лише в середині 1990-х років завдяки виникненню Інтернету.
У 2000-і роки, з поширенням цифрових методів комунікації та настанням інформаційної ери, термін отримав нове життя в дослідженнях західних медіа-аналітиків. Сьогодні про старі медіа найчастіше говорять в контексті виникнення нових форматів подачі інформації та підйому нових медіа.

## Відмінності від нових медіа

### Структура

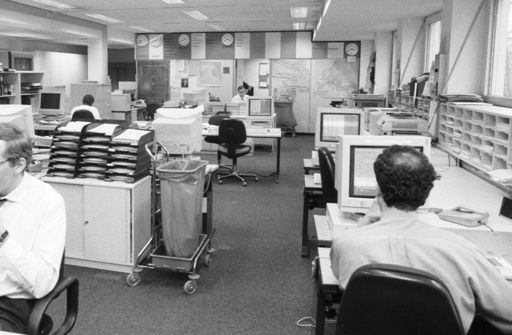
Офіс радіо Free Europe (1994 р.)

На відміну від нових, старі медіа мають централізовану структуру. Ролі в традиційному медійному середовищі як правило фіксовані, існує чітка вертикальна ієрархія. Його користувачі не мають можливості безпосередньо впливати на створення контенту.

### Характер розповсюдження інформації
Старі медіа являють собою єдиний односторонній канал комунікації. Інформація в традиційному медійному середовищі надходить від творця контенту, який частіше залишається анонімним, безпосередньо до споживача. Нові медіа, у свою чергу, об'єднують традиційні інформаційні носії — текст, аудіозапис, статичне і динамічне зображення — у масштабний мультимедійний носій, який дозволяє поширювати контент по різних каналах і отримувати моментальний зворотній зв'язок.

### Методи аналізу
Традиційні засоби масової інформації не піддаються перекладу в цифровий код, в той час як нові медіа дозволяють дослідникам працювати з великими даними та робити обчислення. Повідомлення в новому медійному середовищі є декодованим інформаційним посланням, що наділяє кінцевий продукт більш значним аналітичним потенціалом.

### Основні риси, що відрізняють «нові» медіа від «старих»:
1. Децентралізація — пропозиція та вибір інформації більше не визначаються виключно їх постачальниками.
2. Висока пропускна здатність — технології дозволяють подолати обмеження, властиві ефірному мовленню.
3. Інтерактивність — одержувач інформації може сам її вибирати, відповідати на неї, обмінюватися нею безпосередньо і взаємодіяти з іншими одержувачами.
4. Гнучкість форми, змісту та використання.

## Майбутнє старих медіа

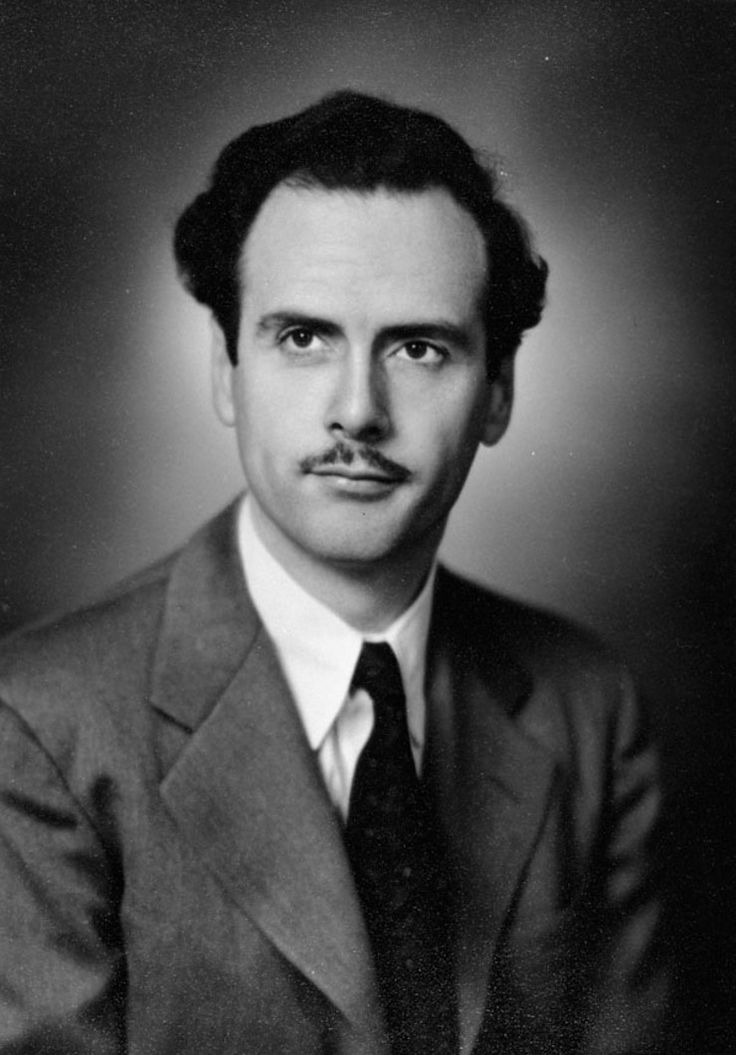
Маршалл Маклуен (1945 р.)

В інформаційну еру старі медіа переживають кризу ідентичності. Деякі дослідники вважають, що їхні проблеми частково пов'язані з тривалою глобальною економічною кризою, а також з переходом значної частини користувачів на нові медіа та відповідним скороченням рекламних бюджетів старих медіа.
«Новий засіб комунікації ніколи не буває додатком до старого і ніколи не залишає старий засіб у спокої. Він не припиняє пригнічувати старі засоби комунікації до тих пір, поки не знайде їм нове положення і не зачепить їх у нові форми», — Маршалл Маклуен.
Водночас, окремі старі медіа, як, наприклад, грамофонні платівки, йдуть в розріз із загальним трендом, зазнають трансформації і набувають додаткової цінності.

## Критика
Деякі медіа-дослідники відмовляються визнавати старі медіа у вигляді інформаційних артефактів, оскільки відмінності між старими та новими засобами масової інформації стають все більш розмитими. Сьогодні книги публікуються в тому числі й на цифрових платформах; газети розповсюджують контент через сайти та мобільні додатки; радіостанції ведуть прямі онлайн-трансляції. Згідно за статистикою, починаючи з 1999 року, майже 90 % щоденних газет в Сполучених Штатах активно використовують онлайн-технології, більшість з них також створюють свої власні новинні сайти та активно завойовують нові ринки.